# Жук Джек Беррон
Жук Джек Беррон — науково-фантастичний роман американського письменника Нормена Спінреда 1969 року, вперше опублікований у журналі New Worlds під редакцією Майкла Муркока. Його номіновали на премію Г'юго 1970 року. Роман вирізняється ліричним стилем і унікальним використанням урізних фраз. У цьому відношенні Спінред посилався на вплив письменників-бітників Вільяма С. Барроуза, Аллена Гінзберга та Джека Керуака.

## Сюжет
Ток-шоу «Жук Джека Беррона» розпочинається в середу ввечері з ефірного дзвінка від Руфуса В. Джонсона, якому Фундація безсмертя людини відмовила в обслуговуванні, організація, яка дозволяє людям кріогенно заморожувати себе. Джонсон звинувачує Фонд у небажанні пропонувати афроамериканцям контракти на Freezer. Ведучий шоу Джек Беррон жахається, почувши це, і після кількох дзвінків знаходить прибічника в особі губернатора Міссісіпі Лукаса Гріна.
Наступного дня Беррона відвідує голова Фонду Бенедикт Ховардс, який намагається заручитися його підтримкою, пропонуючи отримати безплатний контракт із морозильником і безсмертне життя. Попри спокусу, Беррон відмовляється від хабаря. Пізніше Говардс робить таку ж пропозицію колишній дружині Беррона Сарі. Сара мріє про те, щоб бути замороженою разом із Джеком і відродитись разом після того, як буде винайдено безсмертя.
Наступного ранку губернатор Каліфорнії Грегорі Морріс пропонує Беррону розглянути можливість балотуватися на пост президента Сполучених Штатів. Хоча Беррон не хоче, його друг Лукас Грін (чорношкірий і радикальних політичних поглядів) заохочує Беррона погодитися. Потім Беррону телефонує Сара. Вони сперечаються про те, чому розлучилися, і незабаром примиряються. Говардс знову відвідує Беррона з новими контрактами, які мають підписати Джек і Сара. Нові контракти гарантують не тільки заморожування, але й безсмертя. Джек не бачить недоліків у контракті, і вони з Сарою погоджуються підписати його.
Під час наступної трансляції «Жука Джека Беррона» телефонує чоловік на ім'я Генрі Джордж Франклін і скаржиться, що продав свою маленьку доньку багатим людям за 50 000 доларів. Всупереч тому, що чоловіки пообіцяли забезпечити його дочці краще життя, Генрі стверджує, що його обдурили, і хоче, щоб Беррон допоміг йому повернути доньку. Говардс розлючений, що Франклін був у шоу, і вимагає у Беррона відмовитися від історії. Заінтригований реакцією Говардса, Беррон летить до Еверса, штат Міссісіпі, щоб зустрітися з Франкліном і поговорити з ним. Вони зустрічаються в ресторані, в районі з низьким рівнем доходів, і починають з прогулянки до особняка губернатора, коли снайпер вбиває Франкліна і намагається також застрелити Беррона. Беррон приходить до висновку, що, очевидно, за стріляниною стоїть Бенедикт Говардс, і, своєю чергою, розуміє, що Фонд також повинен нести відповідальність за купівлю доньки Франкліна. Пізніше Беррон підтверджує свою підозру, використовуючи комп'ютерні записи для пошуку інших дітей, які зараз зникли безвісти.
Повернувшись додому, Беррон ділиться всіма своїми підозрами з Сарою. Щоб докопатися до суті таємниці, Беррон розкриває план. Він і Сара отримають лікування безсмертя, і вони змусять Говарда подумати, що він справді захопив їх у пастку. Потім, коли Говардс зізнається у всіх своїх злочинах, Джек використає прихований дуже маленький портативний телефон, щоб записати зізнання. Сара погоджується. Наступного дня вони їдуть до кабінету Говардса і продовжують лікування. Коли лікування закінчено, Говардс пояснює, що лікування полягає в пересадці залоз викрадених дітей у нові тіла. Діти гинуть від отруєння радіацією. Говардс погрожує, що якщо Беррон викриє його, він залучить свідків, які підтвердять, що Беррон і Сара знали все про лікування, а це означає, що він і Сара також будуть звинувачені у вбивстві.
Беррон і Сара повертаються додому, де він відкриває їй правду про дітей і про те, що він підтримуватиме Фонд у своїх наступних шоу. Коли Беррон йде на шоу, йому телефонує Сара, яка погрожує покінчити життя самогубством, якщо він не передумає. Не маючи чого втрачати, Беррон відкриває правду під час шоу, а Говардс у прямому ефірі погрожує вбити його. Беррон благає глядачів повірити, що він нічого не знав про дітей заздалегідь.
Зрештою, Беррон таки балотується в президенти, плануючи передати свою посаду майбутньому віцепрезиденту Лукасу Гріну після його обрання.

## Рецензія
Книга вийшла друком у науково-фантастичному журналі Британської нової хвилі New Worlds з редагуванням Майкла Муркока. Його відверта мова та цинічне ставлення до політиків, а також те, що журнал частково фінансувався Художньою радою Великої Британії, розлютили британських депутатів. Дженні Лі, баронеса Лі з Ешеріджа, яка тоді була головою ради мистецтв, успішно захистила книгу. Пізніше книга була під забороною WH Smith, великої британської мережі книжкових магазинів. Феміністки в New Worlds відкинули історію як сексистську.
Американський письменник Альгіс Будріс неоднозначно оцінив роман, описавши його як «хорошу книгу, чудову ідею та гарний твір». Будріс назвав центральний науково-фантастичний винахід «абсолютною нісенітницею», сказавши, що автор «не настільки дбав про довіру, щоб навіть бути витонченим», і зазначив, що «Спінред часто використовує зображення речей, а не самі речі, і це не завжди працює». І все-таки, підсумував він, книга «є недосконалою, але прийнятною розповіддю про чудову історію, уявлення про шляхетність, можна сказати, із фіналом у стилі Мікі Мауса». Джоанна Расс, однак, визнала її «поганою книгою, [де] автор не контролює свій матеріал, а перебуває в процесі придушення ним». Вона критикувала стиль письма Спінрада («Усі говорять, як усі»), його сюжет («роман про політичні інтриги повинен мати зрозумілу інтригу в ньому») та характеристику (головний антагоніст — це «лише діра у формі лиходія, збита із супершвидкою прозою»), зробивши висновок, що книга була «романтичною, напівневинною, по-юнацьки бадьорою, роздратовано химерною та, у загальному підсумку, дурною книгою».
У 1992 році газета The New York Times зазначила, що в образі Джека Беррона «Норман Спінред створив ведучого ток-шоу як потужного виробника громадської думки».

## Адаптації
У 1983 році автора Гарлана Еллісона найняли для Universal Pictures, щоб написати сценарій для фільму Коста-Гавраса. Після того, як проєкт закінчився безрезультатно, Еллісон опублікував цей сценарій під назвою «Ніхто з вищезгаданого», включно з пропозиціями про акторський склад, у яких були Мартін Шин у ролі Джека Беррона та Сігурні Вівер у ролі Сари.